# Yvonne Bernart
Yvonne Bernart (* 1965 in Karlsruhe; † 5. Mai 2010) war eine deutsche Soziologin.

## Leben
Bernart machte ihr Abitur auf dem zweiten Bildungsweg nach einer Ausbildung und Anstellung bei der Deutschen Bundespost in Karlsruhe. Sie studierte Literaturwissenschaft, Philosophie und Soziologie und schloss ihr Studium mit dem Magister Artium (M.A.) über das Gesellschaftsbild bei Theodor Fontane ab. Sie promovierte über Wohnungslose in Karlsruhe. Danach übernahm sie Lehraufträge an der Universität Karlsruhe und der Universität Landau. Im Jahr 2001 habilitierte sie sich mit einer Arbeit über die Entwicklung der erfahrungswissenschaftlichen Position in der Tradition von Auguste Comte. Sowohl Promotion als auch Habilitation betreute der Karlsruher Bernhard Schäfers. Im Jahr 2008 wurde Bernart zur außerplanmäßigen Professorin für Soziologie ernannt. Sie verstarb am 5. Mai 2010 in Karlsruhe.

## Forschungsschwerpunkte
Ihre Forschungsschwerpunkte und Interessen waren die Jugend- und Migrationssoziologie, die Theoriegeschichte der Soziologie sowie die qualitativen Methoden der empirischen Sozialforschung.